# 유엔 헌장 제7장
유엔 헌장 제7장은 유엔 헌장의 일부분으로서, 유엔의 무력 사용 원칙 등을 규정하고 있다.

## 설명
유엔 헌장 제7장 "평화에 대한 위협, 평화의 파괴 및 침략행위에 관한 조치"에는 제39조부터 제51조까지 규정되어 있다.

## 제41조
안전보장이사회는 그의 결정을 집행하기 위하여 병력의 사용을 수반하지 아니하는 어떠한 조치를 취하여야 할 것인지를 결정할 수 있으며, 또한 국제연합회원국에 대하여 그러한 조치를 적용하도록 요청할 수 있다. 이 조치는 경제관계 및 철도·항해·항공·우편·전신·무선통신 및 다른 교통통신수단의 전부 또는 일부의 중단과 외교관계의 단절을 포함할 수 있다.
이 조항을 근거규정으로 하여, 유엔 안보리는 북한의 핵무기 개발과 같이, 국제법을 위반한 국가에 대해 비군사적 제재 결의를 할 수 있다. 보통은 무역봉쇄 결의를 한다. 유엔 회원국은 이 국가와 이런 저런 무역을 하지 못하며, 유엔 회원국은 경찰과 군대를 동원해 이러한 무역 봉쇄가 제대로 지켜지는지를 감시할 수 있고, 처벌할 수 있다는 식으로 결의한다.

## 제42조
안전보장이사회는 제41조에 규정된 조치가 불충분할 것으로 인정하거나 또는 불충분한 것으로 판명되었다고 인정하는 경우에는, 국제평화와 안전의 유지 또는 회복에 필요한 공군·해군 또는 육군에 의한 조치를 취할 수 있다. 그러한 조치는 국제연합회원국의 공군·해군 또는 육군에 의한 시위·봉쇄 및다른 작전을 포함할 수 있다.
이 조항으로 창설된 최초의 유엔군이 한국전쟁 당시 창설된 유엔군으로, 2021년에도 주한미군사령관이 유엔군사령관을 겸직하고 있다. 꼭 유엔군을 창설해야만 하는 것은 아니며, 유엔 회원국의 군대를 참여하게 권고할 수 있다. 즉, 모든 유엔 회원국에게, 국제법을 위반한 해당국에 대한 무력사용을 허가해주는 것이다. 유엔 안보리가 이러한 42조에 따른 발포허가, 전쟁개시허가를 하지 않으면, 침략범죄가 되어 유엔 안보리가 처벌할 수 있다.
이 조항에도 불구하고, 유엔 회원국의 국가원수가 독자적인 선전포고를 하여 전쟁개시를 선포하는 권리가 침해되는 것은 아니다. 다만, 침략범죄가 되어 유엔 안보리가 처벌할 수 있다.

## 제51조
유엔 헌장 제51조는 국가가 무력 공격에 대해 집단적 자위권을 포함한 자위권을 행사할 권리를 규정하고 있다.
이 헌장의 어떠한 규정도 국제연합 회원국에 대하여 무력 공격이 발생한 경우, 안전보장이사회가 국제평화와 안전을 유지하기 위하여 필요한 조치를 취할 때까지 개별적 또는 집단적 자위의 고유한 권리를 침해하지 아니한다. 자위권을 행사함에 있어 회원국이 취한 조치는 즉시 안전보장이사회에 보고된다. 또한 이 조치는, 안전보장이사회가 국제평화와 안전의 유지 또는 회복을 위하여 필요하다고 인정하는조치를 언제든지 취한다는, 이 헌장에 의한 안전보장이사회의 권한과 책임에 어떠한 영향도 미치지 아니한다.
이 조항은 많은 국제 협약을 맺게 된 근거규정이 되었다.
미국은 니카라과 사건에 대한 지지와 베트남 전쟁의 합법성으로 인용했다. 그 주장에 따르면, "남 베트남은 독립된 주권국 가나 유엔 회원국이 아니지만, 그럼에도 불구하고 자위권을 가지고 있으며 미국은 집단적 자위권에 참여할 자격이 있다."
제51조는 실생활에서 확실하게 판결하기 어렵다고 설명되어 있다.